# Маникгандж (округ)
Маникгандж (бенг. মানিকগঞ্জ জেলা, англ. Manikganj District) — округ в центральной части Бангладеш, в области Дакка. Образован в 1984 году. Административный центр — город Маникгандж. Площадь округа — 1379 км². По данным переписи 2001 года население округа составляло 1 274 829 человек. Уровень грамотности взрослого населения составлял 26,9 %, что значительно ниже среднего уровня по Бангладеш (43,1 %). 87 % населения округа исповедовало ислам, 12,41 % — индуизм.

## Административно-территориальное деление
Округ состоит из  подокругов.
Подокруга (центр)
1. Маникгандж-Садар (Маникгандж)
2. Сингайр (Сингайр)
3. Шивалая (Шивалая)
4. Сатурия (Сатурия)
5. Харирампур (Харирампур)
6. Гхиор (Гхиор)
7. Даулатпур (Даулатпур)